# 阿科利塔 (加利福尼亞州)
阿科利塔（英語：Acolita）是位於美國加利福尼亞州因皮里爾縣的一個非建制地區。該地的面積和人口皆未知。

## 地理
阿科利塔的座標為33°04′16″N 115°11′05″W / 33.07111°N 115.18472°W，而該地的平均海拔高度為84米（即276英尺）。